# Grootegast
Grootegast  è un comune olandese di 12 129 abitanti situato nella provincia di Groninga.